# Debra Elmegreen
Debra Meloy Elmegreen (South Bend, Indiana, 23 de novembro de 1952), é uma astrónoma norte-americana. Foi a primeira mulher a graduar-se na Universidade de Princeton em astrofísica, e a primeira mulher investigadora com pós-doutoramento em qualquer dos Observatórios Carnegie. Casou-se com o astrónomo Bruce Elmegreen, e juntos têm escrito vários ensaios de astronomia.
Desde 1985, tem sido professora de astronomia no Vassar College. Escreveu um livro de texto de astronomia publicado por Prentice Hall em 1997. Exerceu como presidente da American Astronomical Society de 2010 a 2012.

## Biografia
Elmegreen nasceu em South Bend, Indiana em 1952. Interessou-se pela astronomia desde muito jovem. Licenciou-se em astrofísica na Universidade de Princeton no ano 1975, onde foi a primeira mulher a graduar-se em astrofísica. Obteve o Mestrado e o doutoramento em astronomia na Universidade de Harvard. Elmegreen fez investigação no pós-doutoramento no Observatório Hale (agora Observatório de Monte Wilson) a partir de 1979, onde foi a primeira  pesquisadora com pós-doutoramento de todos os Observatórios Carnegie. A partir de 1985, começou a ensinar astronomia no Vassar College. Em 1990, converteu-se em professora associada e, a seguir, chefe de departamento em 1993.
Elmegreen está particularmente interessada em a Formação de Estrelas e a Formação e evolução das galáxias. Em 1997, publicou um livro de texto de astronomia para universitários titulado Galaxias e Estrutura Galáctica, através de Prentice Hall. Também tem publicado mais de 200 artigos académicos. Foi presidente da American Astronomical Society de 2010-2012.
Desde 1976 está casada com o astrónomo Bruce Elmegreen. Em 2013 escreveram conjuntamente um ensaio, "The Onset of Spiral Structure in the Universe", publicado em The Astrophysical Journal.